# Elisabeth Altmann-Gottheiner
Elisabeth Altmann-Gottheiner (Berlim, 26 de Março de 1874 – Mannheim, 21 de Outubro de 1930) foi a primeira mulher alemã a se tornar uma professora de ensino superior.

## Biografia
Em 1904, ela concluiu seu doutorado em Zurique, Suíça. Por volta de 1908 ela já era professora de economia na Universidade de Mannheim. Altmann-Gottheiner também escreveu vários livros e artigos sobre questões econômicas, e a partir de 1912 começou a colaborar para o periódico feminista Jahrbuch der Frauenbewegung.
Atualmente, a Universidade de Mannheim concede o prêmio "Elisabeth Altmann-Gottheiner-Preis" anualmente, em homenagem à sua antiga professora.